# Slovak Open 2003
Lo Slovak Open 2003 è stato un torneo di tennis facente parte della categoria ATP Challenger Series nell'ambito dell'ATP Challenger Series 2003. Il torneo si è giocato a Bratislava in Slovacchia dal 3 al 9 novembre 2003 su campi in cemento indoor.

## Vincitori

### Singolare
Marc Rosset ha battuto in finale  John van Lottum con il punteggio di 3–6, 6–3, 6–0.

### Doppio
Jonathan Erlich /  Harel Levy hanno battuto in finale  Mario Ančić /  Martín García con il punteggio di 7–6(7), 6–3.